# Акші (Іргізький район)
Акші́ (каз. Ақши) — село у складі Іргізького району Актюбінської області Казахстану. Входить до складу Іргізького сільського округу.
До 2006 року село називалося Кизил-Партизан.
Населення — 434 особи (2021; 578 у 2009, 683 у 1999, 1232 у 1989).